# Karl Heinz Rechinger
Karl Heinz Rechinger (16 de octubre de 1906 - 30 de diciembre de 1998) fue un botánico, pteridólogo, y algólogo austríaco.

## Biografía
Comenzó su carrera científica como Asistente de R. Wettstein. A partir de 1929 se desempeña en el Departamento de Botánica del Museo de Historia Natural de Viena, entre 1956 y 1957 será Profesor Visitante en Bagdad, donde fundó un herbario.
y de 1963 a 1971 Director del Museo de Historia Natural. Se especializó enfáticamente en la flora de Persia.

## Algunas publicaciones
- 1930. Beitrag zur Kenntnis der Pilz-Flora von Aussee

- 1943. Flora Aegaea

### Libros
- Hegi, G, HJ Conert, EJ Jäger, JW Kadereit, KH Rechinger. 1997. Illustrierte Flora von Mitteleuropa, 7 vols. en Tl.-Bdn. u. Lieferungen, vol. 3/2, Angiospermae: Dicotyledones 1 (Gebundene Ausgabe). Ed. Blackwell Wissenschafts-Verlag; 2.ª ed. vollst. neubearb. A. 1264 pp. ISBN 3-8263-2859-0

- Rechinger, KH, G Hegi. 1969. Illustrierte Flora von Mittel-Europa. Tomo. 3. Teilbd. 2. Lfg. 6. Caryophyllaceae (T. 3). Ed. Hanser; 2 ed. völlig neu bearb. Aufl. 433 pp.

- Rechinger, KH, P Aellen. 1964. Flora of lowland Iraq. Ed. Cramer. 746 pp.

- Rechinger, KH, G Hegi. 1961. Illustrierte Flora von Mittel-Europa. Tomo 3. Teilbd. 2. Lfg 4. [Chenopodiaceen, Melden. T. 3 / Bearb. von Paul Aellen.]. Ed. Hanser; 2 ed. 433 pp.

- Rechinger, KH, G Hegi. 1958. Illustrierte Flora von Mittel-Europa. Bd. 3. Dicotyledones T. 1. Neubearb. u. hrsg. von Karl-Heinz Rechinger unter Mitarb. von ... Taf. von Walter Opp. Ed. Hanser; 2 ed., völlig neubearb. Aufl. 452 pp.

- Phytogeographia Aegaea. 1953

## Honores

### Epónimos
Géneros de fungi
- Rechingerella
- Rechingeria
- Rechingeriella[1]

Especies de reptiles
- Elaphe rechingeri
- Eirenis rechingeri[2][3]

- La abreviatura «Rech.f.» se emplea para indicar a Karl Heinz Rechinger como autoridad en la descripción y clasificación científica de los vegetales.[4]

## Fuente
- H. Riedl, K.-H. R. zum 65. Geburtstag, 1971; W. Lack, K.-H. R. A Grand Old Man in Botany. 1987